# Ligue centrale de hockey (1931-1935)
Pour les articles homonymes, voir Ligue centrale de hockey (homonymie).
La Ligue centrale de hockey est créée en 1931 par des joueurs amateurs du Minnesota dans le Midwest aux États-Unis. La première saison est jouée par des participants amateurs. Par la suite, la ligue deviendra professionnelle jusqu'en 1935 et la fin de la ligue.

## Franchises
- Rangers de Eveleth (1931-1935),
- Maroons de Hibbing (1931-1933) qui devient pour la saison 1933-34 les Miners de Hibbing,
- Millers de Minneapolis (1931-1935),
- Saints de Saint-Paul (1931-1935),
- Rockets de Virginia (1931-1932),
- Natives de Duluth (1932-1933) qui devient pour la saison 1933-1934 les Hornets de Duluth.

## Champions
- 1931-1932 Minneapolis
- 1932-1933 Eveleth
- 1933-1934 Minneapolis
- 1934-1935 Saint-Paul